# Golfe nos Jogos Pan-Americanos de 2019
As competições de golfe nos Jogos Pan-Americanos de 2019 foram realizadas em Lima, entre 9 e 11 de agosto, no Clube de Golfe de Lima. Três eventos distribuíram medalhas: individual masculino e feminino e equipes mistas. O golfe foi disputado pela segunda vez nos Jogos Pan-Americanos após ter retornado ao programa dos Jogos Olímpicos, no Rio 2016, após 112 anos de ausência.

## Calendário
| Julho / Agosto | 24 | 25 | 26 | 27 | 28 | 29 | 30 | 31 | 1 | 2 | 3 | 4 | 5 | 6 | 7 | 8 | 9 | 10 | 11 |
| -------------- | -- | -- | -- | -- | -- | -- | -- | -- | - | - | - | - | - | - | - | - | - | -- | -- |
| Golfe          |    |    |    |    |    |    |    |    |   |   |   |   |   |   |   |   |   |    | 3  |

|  | Dia de competição |  | Dia de final |

## Medalhistas
| Evento                        | Ouro                                                                        | Prata                                                                    | Bronze                                                                |
| ----------------------------- | --------------------------------------------------------------------------- | ------------------------------------------------------------------------ | --------------------------------------------------------------------- |
| Individual masculino detalhes | Fabrizio Zanotti PAR Paraguai                                               | José Toledo GUA Guatemala                                                | Guillermo Pereira CHI Chile                                           |
| Individual feminino detalhes  | Emilia Migliaccio USA Estados Unidos                                        | Julieta Granada PAR Paraguai                                             | Paula Hurtado-Restrepo COL Colômbia                                   |
| Equipes mistas detalhes       | Stewart Hagestad Emilia Migliaccio Brandon Wu Rose Zhang USA Estados Unidos | Carlos Franco Sofia García Julieta Granada Fabrizio Zanotti PAR Paraguai | Austin Connelly Mary Parsons Joey Savoie Brigitte Thibault CAN Canadá |

## Classificação
Um total de 64 jogadores (32 por sexo) se qualificaram para competir nos jogos. Cada nação pode inscrever no máximo 4 atletas (dois por sexo). A nação anfitriã, Peru, se qualificou automaticamente o número máximo de atletas (4). A classificação das vagas foi baseada no Ranking Mundial de Golfe Oficial e no Ranking Mundial de Golfe Feminino em de 7 de maio de 2019. As vagas restantes foram alocadas usando o Ranking Mundial de Golfe Amador em 9 de maio de 2019. 

## Quadro de medalhas
| Ordem | País               | Medalha de ouro | Medalha de prata | Medalha de bronze |   |
| ----- | ------------------ | --------------- | ---------------- | ----------------- | - |
| 1     | USA Estados Unidos | 2               |                  |                   | 2 |
| 2     | PAR Paraguai       | 1               | 2                |                   | 3 |
| 3     | GUA Guatemala      |                 | 1                |                   | 1 |
| 4     | CAN Canadá         |                 |                  | 1                 | 1 |
|       | CHI Chile          |                 |                  | 1                 | 1 |
|       | COL Colômbia       |                 |                  | 1                 | 1 |
| TOTAL | TOTAL              | 3               | 3                | 3                 | 9 |